# 나고야 돔
나고야 돔(일본어: ナゴヤドーム, Nagoya Dome)은 일본 아이치현 나고야시 히가시구에 있는 야구장이며, 프로 야구 센트럴 리그 팀인 주니치 드래건스의 홈구장이다. 4만여 명의 관중을 수용할 수 있는 대규모 돔 구장이며, 1997년 3월 12일에 개장하였다. 제약사인 코와와 2021년 1월부터 2025년 12월까지 4년 간 명명권 계약으로 나고야 돔에서 ‘반테린 돔 나고야’(バンテリンドーム ナゴヤ)로 명칭이 변경됐다.

## 사진

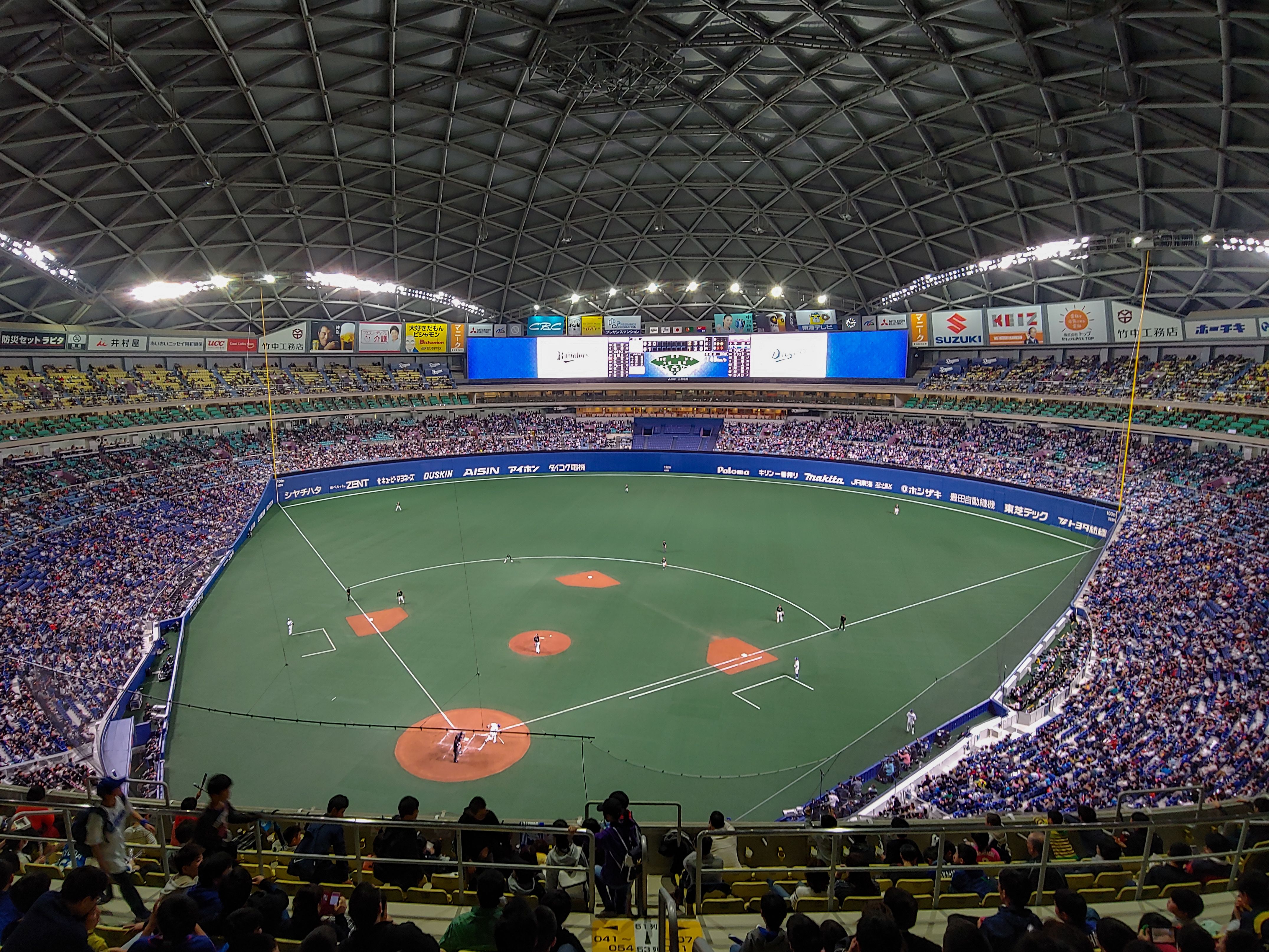
필드 전경
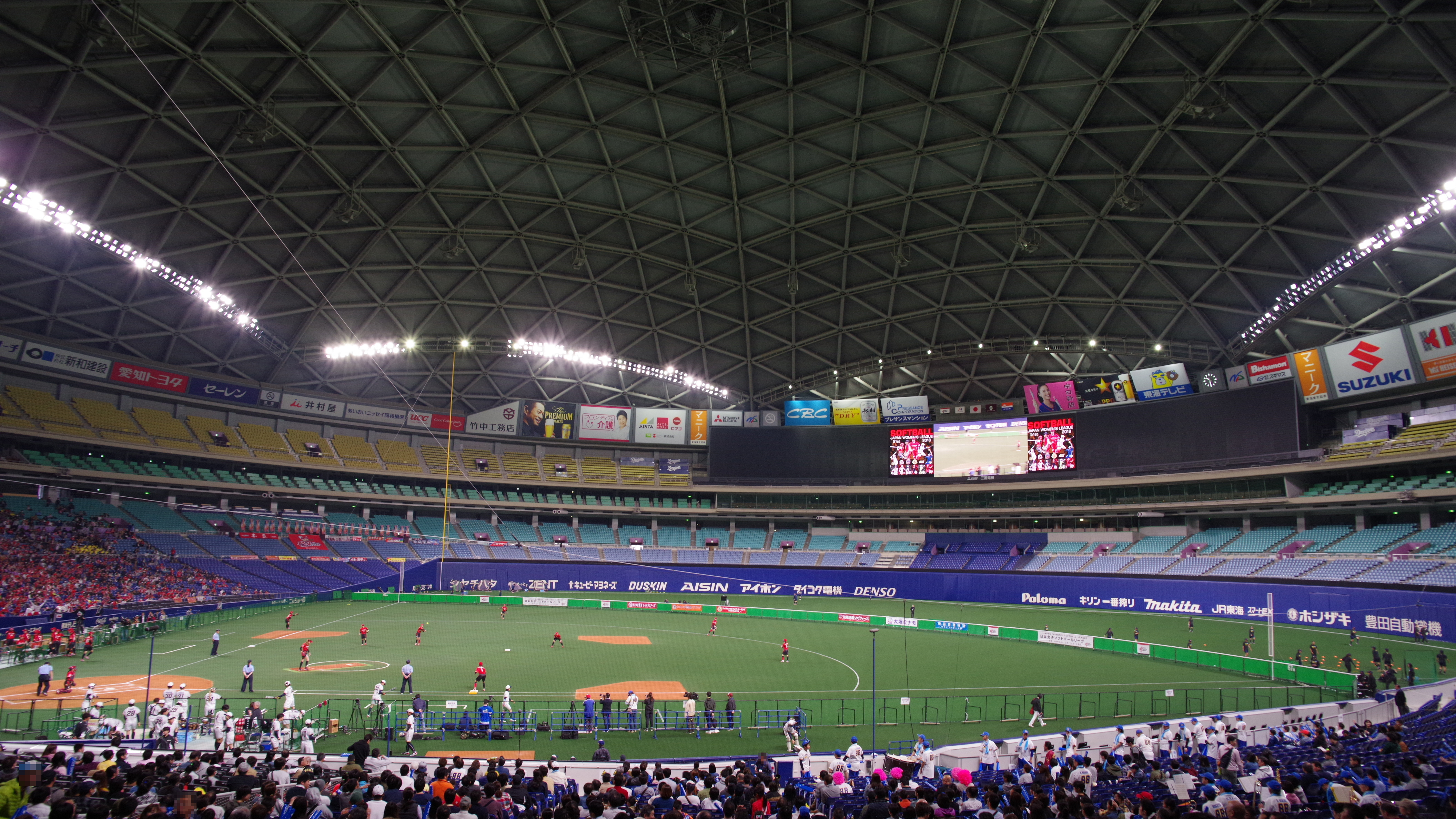
이치루 우치노 스탠드의 필드
스코어보드

## 같이 보기
- 일본의 야구 경기장 목록